# Tinodes sylvia
Tinodes sylvia är en nattsländeart som beskrevs av Friedrich Ris 1903. Tinodes sylvia ingår i släktet Tinodes och familjen tunnelnattsländor. Inga underarter finns listade i Catalogue of Life.